# 続・若い季節
『続・若い季節』（ぞくわかいきせつ）は、1964年3月20日に公開された古澤憲吾監督の東宝の劇映画である。東宝スコープ、カラー、82分。
キャッチコピーは「目標はシブイいい男! 全社員若さと笑いでばく進せよ!」。

## 概要

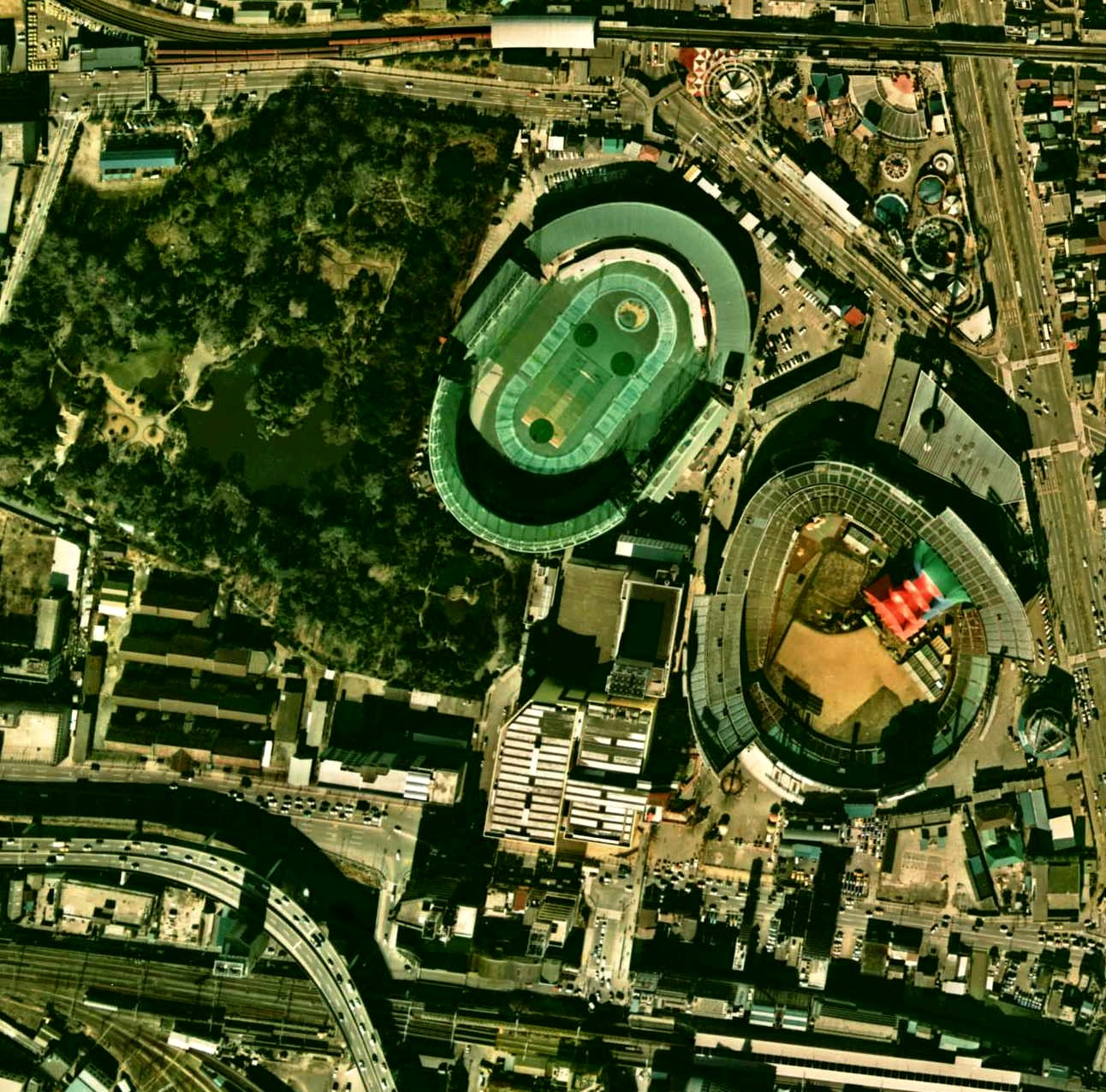
OP冒頭で映された後楽園競輪場（写真は1974年当時）。画面左は小石川後楽園、右は後楽園球場

1962年10月に公開された『若い季節』の続編。ただし続編ながらスタッフの大半は変わっており、出演者も、前作と同じ役でスライド出演したのは淡路恵子・沢村貞子・人見明・古今亭志ん朝のみで（志ん朝が演じた朝太は前作では学生だが、本作では宣伝部社員。また、「朝太」は志ん朝自身の二つ目までの高座名でもある）、後は大半が一新された。
本作では中尾ミエ・園まり・伊東ゆかりの「スパーク3人娘」が主演しており、3人が好みの男性をポスターのモデルにした事から巻き起こる騒動を描いている。なお本作は、1963年公開の『ハイハイ3人娘』『若い仲間たち うちら祇園の舞妓はん』（双方とも宝塚映画製作・佐伯幸三監督）に続き、スパーク3人娘にとって3作目の出演作（主演は『ハイハイ』に次いで2作目）だが、事実上最後の作品となった。
今回も古澤監督の演出は快調で、スパーク3人娘を始め、田辺靖雄・鈴木やすし（現：ヤスシ）・志ん朝らが歌うシーンが随所に挿入されている。また冒頭で「続」とタイトルが出た直後、当時の後楽園競輪場（現在の東京ドームの所在地）で「若いきせつ」とタイトルが人文字で構成され、続けて当時の東京都心各地を空撮で映し出すオープニング・タイトルは迫力があり、本作の後も『日本一のゴマすり男』『大冒険』などの古澤映画、ひいては当時の東宝映画の名物シーンの一つとなった。
本作も正編同様、1986年11月29日にTBSの『土曜映画招待席』で放送されて知られる様になり、1990年代にはLDが発売されたが廃盤、2008年には東宝から、正編と2作品セットの形でDVD化、2014年12月29日には講談社のDVDマガジン「東宝 昭和の爆笑喜劇」より発売された。

## ストーリー
プランタン化粧品は新たに、男性用化粧品「メンズ・セット」を発売した。だが売れ行きはサッパリ。そこで野呂宣伝課長に調べて見ると、ポスターのモデルがいかさないと判明、急遽新しいポスターを作る事になる。その一方でプランタンは販売網強化のため、サン興業からの融資を頼むべく、棚尾社長の姉が女将を務める「料亭・さわむら」に井橋社長を呼んだが、来たのは有田専務だった。その頃、プランタンのチャームガールのミエ・まり子・ユカの3人は、会社の帰りボウリング場へ行く。そこで3人娘はハンサムな男と知り合う。その男はサン興業の社長秘書・石塚というのだった。3人はすっかり一目惚れ。

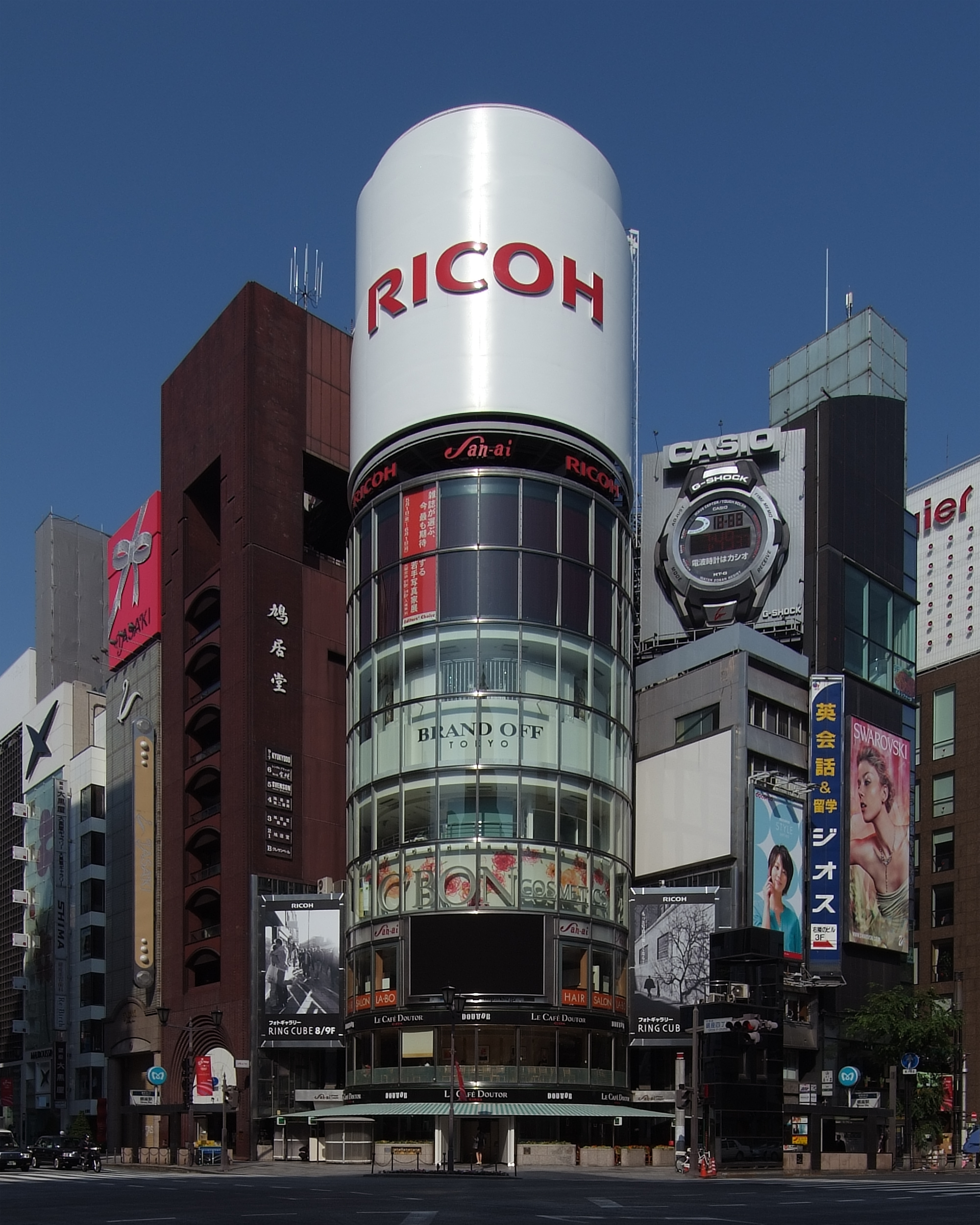
3人娘が井橋社長を招いた「三愛ビル」（OPでも一瞬撮された）

翌日棚尾は、ポスターのモデルを社内募集、採用されたら3万円の賞金を出すと発表。これを聞いた宣伝部員の鈴木と進藤は、それぞれスカウトに赴くもドジばかり、そして進藤からこの事を聞いた3人娘は、早速好みの男性の写真を撮って募集した。数日後、採用されたと聞かされた3人娘が会社に行ってみると、3人ともモデルは同じだった。そこで棚尾がこの男について質問すると、3人娘は「この男は石塚といい、サン興業の社長秘書である」と言う。融資の渡りに船だと喜んだ棚尾は、早速採用、3人娘にはそれぞれ3万円が与えられた。そして後日、石塚を会社に呼ぶと、ポスターを作成、その夜は3人娘・石塚・鈴木・進藤、そして給仕のヤスオと共に、ナイトクラブで楽しい夜を過ごした。
やがてポスターはどんどん作られ、街のあちこちに貼られ、そのポスターは「化粧界に大革命」とマスコミで大評判、そしてメンズ・セットは飛ぶ様に売れた。ところが、サン興業から「融資の件は諦めてくれ」と電話がかかってくる。 そしてポスターのモデルの石塚の正体は、サン興業の井橋社長だったことが判明（「石塚」は彼の秘書の名）。直ちにポスターは撤収、これに激怒した3人娘は、早速サン興業に乗り込んだ。だが当の井橋は何の事か分からないという。どうやら井橋はそうとは知らずに、書類にメクラ判を押したのだ。しかし、それだけでは3人娘の気は収まらなかった。そこで井橋は気分転換にと、3人娘をボウリング場に誘い、皆を喜ばせた。同時に融資も予定通り行う事となった。
数日後、棚尾がサン興業へ赴きお礼をすると、その席上、井橋は「近々アメリカへ市場調査に行く」と発言、そして次の日曜には3人娘とドライブに行くと伝えた。そして当日、井橋や3人娘は、棚尾・鈴木・進藤・ゆき子と共に、高原へドライブに出かけ、大らかに歌を歌った。もちろん3人娘は、井橋がアメリカに行く事を知る由もなかった。

## スタッフ
- 製作：渡辺美佐
- 原作：小野田勇
- 脚本：長瀬喜伴
- 撮影：山田一夫
- 音楽：宮川泰
- 美術：小川一男
- 監督：古澤憲吾

## キャスト
- 棚尾ケイ子（「プランタン化粧品」社長）：淡路恵子
- ミエ（「プランタン化粧品」チャームガール）：中尾ミエ
- まり子（同上）：園まり
- ユカ（同上）：伊東ゆかり
- 井橋達夫（「サン興業」社長）：三橋達也
- 松森専務（「プランタン化粧品」専務）：十朱久雄
- 野呂課長（「プランタン化粧品」宣伝課長）：三木のり平
- 谷田主任（「プランタン化粧品」チャームガール主任）：谷啓
- 営業課長（プランタン化粧品）：人見明
- 有田専務（「サン興業」専務）：藤田まこと
- 石塚秘書（「サン興業」社長秘書）：砂塚秀夫
- 沢村さわ子（料亭「さわむら」女将、ケイ子の姉）：沢村貞子
- 鈴木（「プランタン化粧品」宣伝課社員）：鈴木やすし
- 湊（同上）：峰健二
- ：中真千子
- 進藤朝太（「プランタン化粧品」宣伝課社員）：古今亭志ん朝
- 秋子：横山道代
- ゆき子（「プランタン化粧品」チャームガール）：木の実ナナ
- ヤスオ（「プランタン化粧品」給仕）：田辺靖雄
- モデル：青島幸男
- サンドイッチマン：ジェリー藤尾
- 床屋の客：植木等（特別出演）
- 客：若水ヤエ子
- CMタレントA：由利徹
- CMタレントB：桜井センリ[3]
- 愛好者：スマイリー小原

## 挿入歌

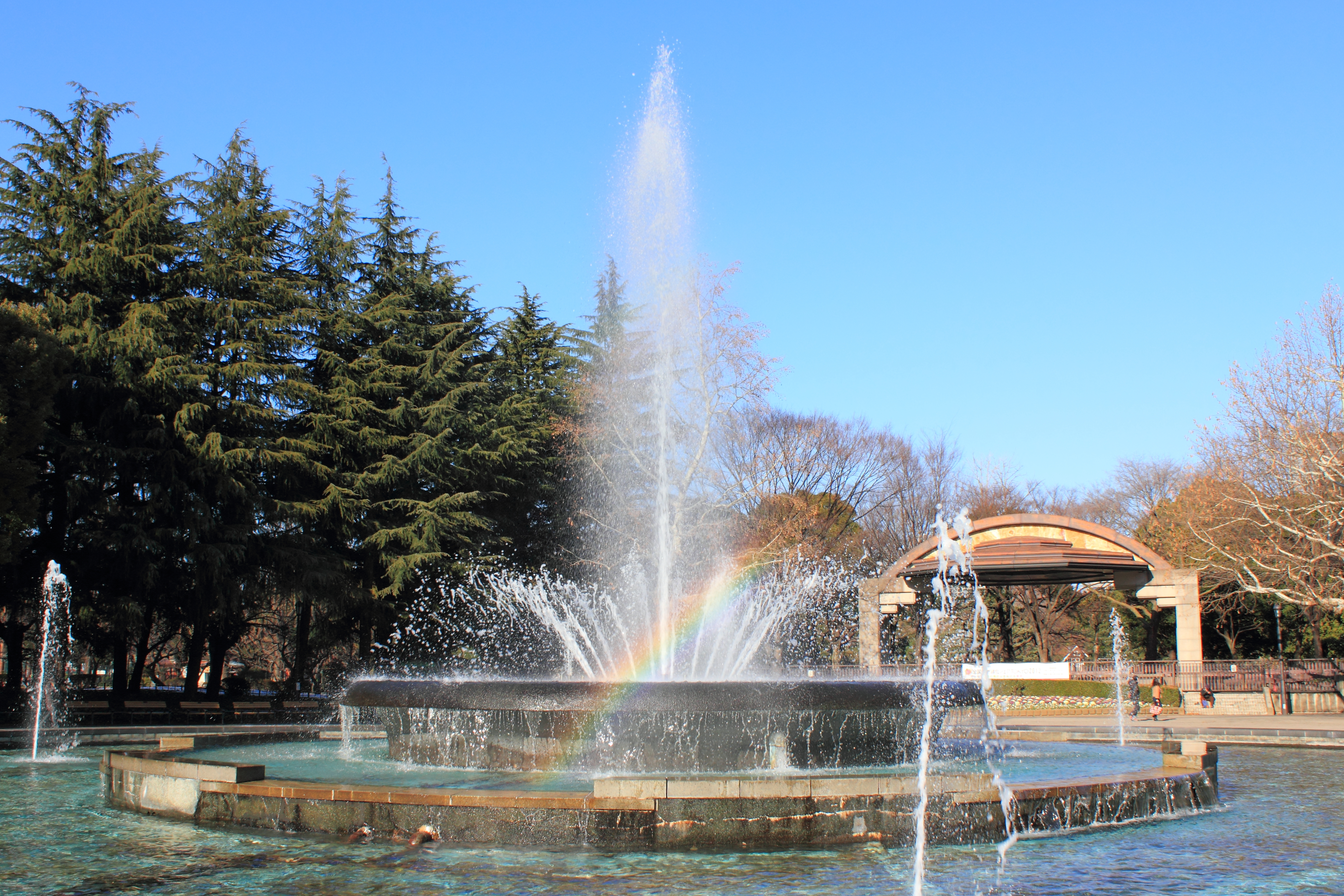
3人娘が「素敵なセブンティーン」を歌った「日比谷公園」の大噴水

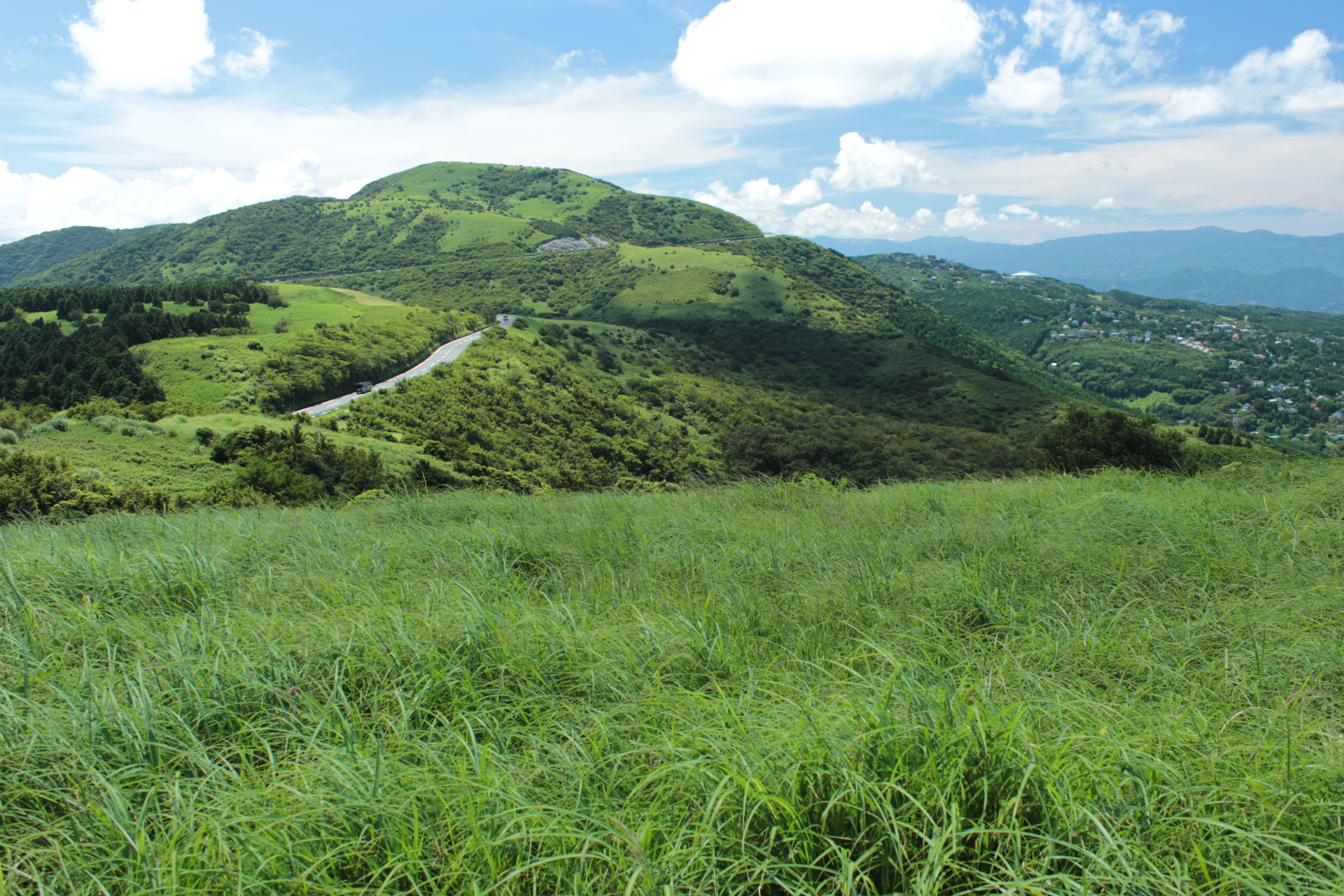
ラスト、棚尾たちが訪れた「玄岳」近辺

「若い季節〜白い風に胸はって」
作詞：永六輔（「若い」）、岩谷時子・竹内伸光（「白い」）／作曲：桜井順（「若い」）、宮川泰（「白い」）／歌：コーラス
オープニング。後楽園競輪場の人文字シーンでは「若い季節」が流れ、東京空撮シーンでは「白い風に胸はって」のハミングが流れる。
「いつか俺だって」
作詞：？／作曲：宮川泰／歌：田辺靖雄
野呂課長にぶつかり叱られたヤスオ給仕が、不満タラタラに歌う。階段上部からのシーンに転換する時は、爆発状のワイプとなる。
「このまま気楽に」
作詞：？／作曲：宮川泰／歌：藤田まこと
サン興業内で、有田専務が歩きながら軽妙に歌う。
「若いモンはなってない」
作詞：青島幸男／作曲：萩原哲晶／歌：谷啓
叱ろうとした販売員たちが姿を消し、谷田主任が不満タラタラに歌う。谷特有の「タメ」有り。
「素敵なセブンティーン」
作詞：岡田敏和／作曲：宮川泰／歌：スパーク3人娘
「おじさま」（井橋社長）に出会った喜びを、夜の日比谷公園の大噴水前（正編でジェリー藤尾が歌った場所）で歌い踊る。
「宣伝部の歌」
作詞：？／作曲：宮川泰／歌：コーラス、鈴木やすし、古今亭志ん朝
4番まで有り、1・2番は社内で歌い踊る。3番は鈴木、4番は進藤がモデル探しに街中で歌う。
「涙なんかふっとばせ」
作詞：河野洋／作曲：広瀬健次郎／歌：田辺靖雄
昼休み、プランタンのビルの屋上でヤスオ給仕が大らかに歌う。
「営業部の歌（人生劇場）」
作詞：佐藤惣之助／作曲：古賀政男／歌：人見明
社長からの指示により「メンズ・セット」売り上げ促進のため、営業部員たちが社内で化粧をすることになった際、営業課長が化粧にあわせてアカペラで歌う。なお、営業部員たちが洗面所まで行く場面には、古澤十八番の『軍艦マーチ』が流される。
「あたしのおじさま」
作詞：？／作曲：宮川泰／歌：スパーク3人娘
モデル募集の賞金を貰った3人娘が、ホリゾント内で歌う。1番は伊東、2番は園、3番は中尾が歌い、他の2人は「お世辞でしょう!?」「子供よ!!」と突っ込む。
「白い風に胸はって」
作詞：岩谷時子・竹内伸光／作曲：宮川泰／歌：田辺靖雄、スパーク3人娘、鈴木やすし、古今亭志ん朝
ナイトクラブ内で上機嫌になったヤスオ・3人娘・鈴木・進藤が歌う。OPでも使われた歌。
「おじさんをやっつけろ!」
作詞：？／作曲：宮川泰／歌：スパーク3人娘
せっかく作ったポスターが撤収され、「おじさんに騙された」と思い込んだ3人娘が、サン興業の社長室で、井橋・有田の目の前で憎々しげに歌う。途中で社長室がホリゾントに変わる、古澤映画特有のシーン有り。
「若い季節」
作詞：永六輔／作曲：桜井順／歌：スパーク3人娘
エンディング。箱根へドライブに行った井橋と3人娘、そして棚尾たちの場面で流される（予告編でも使用）。道路は『クレージー作戦 先手必勝』・『クレージー大作戦』でもお馴染みの「伊豆スカイライン」。そしてラスト場面で棚尾らが手を繋ぐ場所は、これまた『クレージー大作戦』で使われる「玄岳」。

## 同時上映
『こんにちは赤ちゃん』
- 脚本：長瀬喜伴／監督：松林宗恵／主演：小林桂樹／梓みちよ
- 「製作」は美佐の夫にして、当時の「渡辺プロダクション」社長・渡邊晋であり、渡辺プロによる2作品が初めてカップリングされた。
- 梓の同題ヒット曲の映画化で、一足早く同年2月に公開された日活作品との競作となったが、主題歌が梓の歌唱で流れるのは、この東宝版のみとなっている。
- なお田辺靖雄・谷啓・三木のり平の3名は、この作品にも出演している。